# Waldtraut Bohm

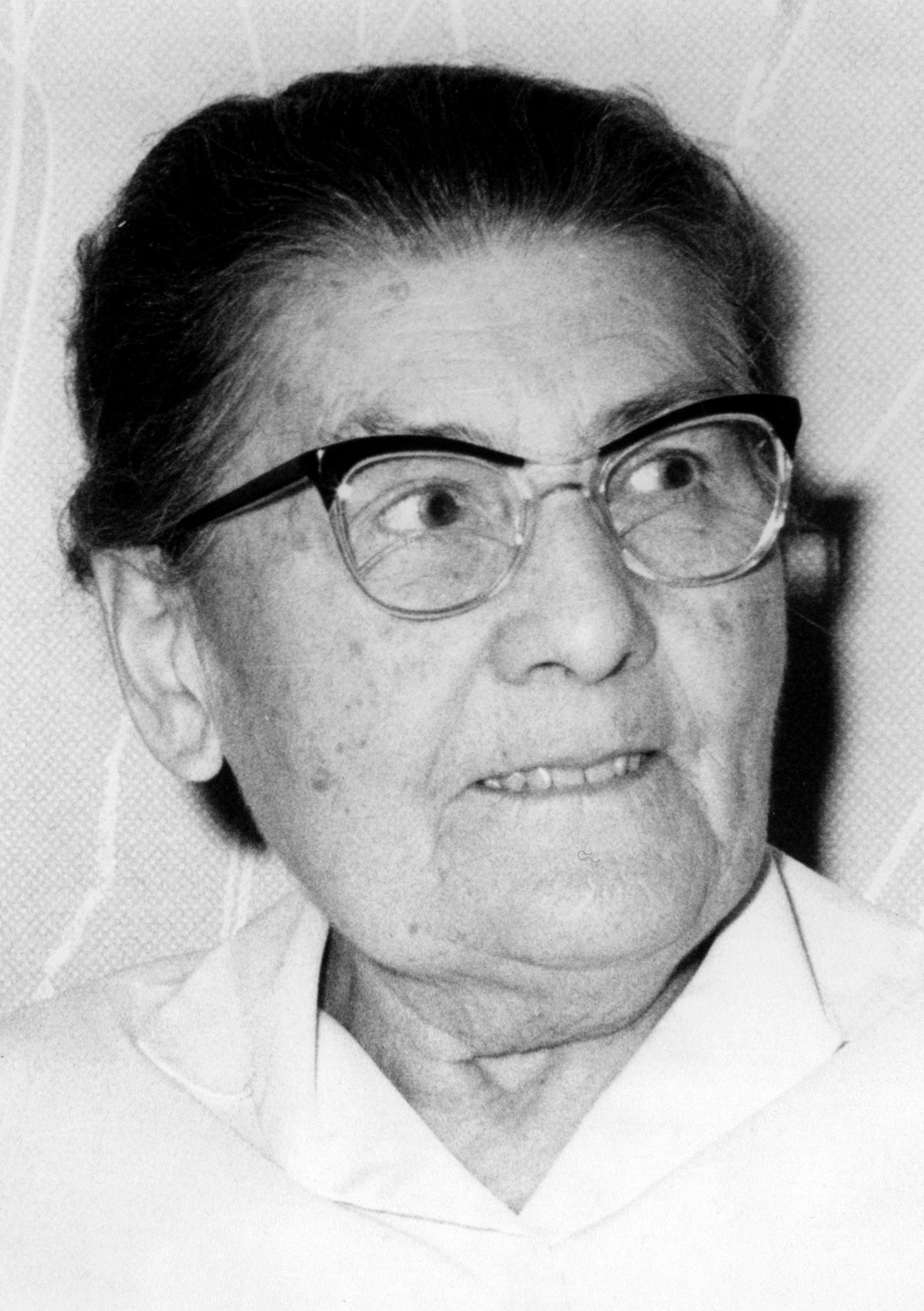
Waldtraut Bohm (1961)

Waldtraut Bohm (* 8. Juli 1890 in Menz; † 12. April 1969 in Berlin) war eine deutsche Prähistorikerin.

## Jugend und Ausbildung
Waldtraut Bohm war das älteste von vier Kindern des Königlichen Forstaufsehers, zuletzt königlichen Hegemeisters, Emil Bohm (1862–1932) in Rehbrücke bei Potsdam und Finkenkrug bei Spandau, eines Bruders des Komponisten Carl Bohm, und der Minna Margarethe geb. Fritze (1868–1904). Aufgrund wechselnder Arbeitsorte ihres Vaters besuchte sie verschiedene Schulen in Berlin und Brandenburg. Kurz vor Abschluss der höheren Mädchenschule in Spandau starb die Mutter und der Vater erkrankte schwer. Wohl deshalb war zunächst ein Studium der Vorgeschichte nicht möglich. Seit 1908 bereitete sie sich auf die Lehrerinnen-Prüfung vor, 1911 legte sie in Berlin ihr Examen als Lehrerin für mittlere und höhere Mädchenschulen und ein Jahr später als Turnlehrerin ab. 1917 trat sie der Gesellschaft Brandenburgia bei. Spätestens ab 1920 zeigte sie reges Interesse an der Vorgeschichte. Sie trat in die von Gustaf Kossinna 1909 gegründete Deutsche Gesellschaft für Vorgeschichte ein und begann ab 1920 neben ihrem Beruf verschiedene Vorlesungen an der Berliner Universität zu besuchen und zwar in Vorgeschichte, Geschichte, Geologie, Sprachen und Philosophie. 1926 ließ sie sich beurlauben, um sich ganz dem Studium zu widmen, wo sie seit 1925 als Studentin im Fach Geschichte, aber erst ab 1929 mit dem Fach Vorgeschichte immatrikuliert war. Nachdem sie zunächst bei Max Ebert studiert hatte, der 1929 starb, wurde sie 1930 mit einer Arbeit über „Die ältere Bronzezeit in der Mark Brandenburg“ bei Hubert Schmidt und Wilhelm Unverzagt zur Dr. phil. promoviert.

## Archäologische Arbeiten
Nach ihrer Promotion erhielt Bohm 1930 eine erste Anstellung am Museum für Vor- und Frühgeschichte in Berlin, die aber aufgrund von Sparmaßnahmen auf ein Jahr befristet war. Hier sollten die aus Schlesien stammenden Altertümer aufgearbeitet werden.
Zum 1. April 1931 begann Bohm mit der Landesaufnahme der Westprignitz. Anlauf- und wissenschaftlicher Ankerpunkt vor Ort war das Museum Perleberg und hier vor allem der stellvertretende Museumsleiter Ferdinand Meyer in seiner Funktion als Pfleger für kulturgeschichtliche Bodenaltertümer des Kreises. Im Sommer 1931 führte sie unter einem Werkvertrag Ausgrabungen am bronzezeitlichen Gräberfeld in Bresch (heute zu Pirow) durch, so auch im nächsten Jahr, in dem die bronzezeitliche Siedlung in Viesecke (heute zu Plattenburg) und vermutlich auch Arbeiten am kleinen Burgwall in Havelberg dazukamen. 1932 folgten wieder Grabungen in Viesecke und 1933 in Bresch. Nachdem sie im Mai 1933 nach Berlin gerufen worden war, wurden die Arbeiten in Viesecke weitergeführt.
Schon drei Jahre später hatte die Bohm mit Unterstützung des Museums ihre Arbeit weitestgehend abgeschlossen. Mit der Erfassung aller vor- und frühgeschichtlichen Funde aus Literatur, Museums-, Privat- und Schulsammlungen, der Aufdeckung und Erfassung einer Vielzahl von Fundplätzen sowie diversen Ausgrabungen hatte sie die Vorgeschichte der Westprignitz umfassend aufgearbeitet. Die meisten der entdeckten Funde kamen in die Perleberger Sammlung. Hierbei ging sie sehr methodisch vor: Sämtliche aus der Prignitz stammenden Funde wurden erfasst und kartiert, historische Urkunden und Karten studiert, Fragebögen an die Gemeinden verschickt, in den Dorfkneipen Bewohner befragt, kleinsten Hinweisen auf „Urnenfunde“ nachgegangen, ausgedehnte Feldbegehungen und Ausgrabungen durchgeführt. Zu diesem Zweck besaß sie, was damals ungewöhnlich war, ein eigenes Fahrzeug, einen Hanomag. Zum Schluss waren 1200 Fundplätze bekannt (zuvor nur 188), und bei den Burgwällen waren sieben neue Orte hinzugekommen. Sie erstellte viele Fotos, was in dieser Form damals noch nicht üblich war. Das Museum in Perleberg verdankt ihr etwa ein Viertel seiner Funde.
Bohms Interesse war es aber auch, die Bevölkerung für die Hinterlassenschaften ihrer Vorfahren zu sensibilisieren. So hatte sie 1933 eine Arbeitsgemeinschaft für deutsche Vorgeschichte der Westprignitz gegründet. Die Ziele der Gruppe waren zuerst rein fachliche: Die Bodendenkmale im Kreis sollten geschützt, die Bevölkerung über die Bedeutung der Vorgeschichte informiert werden, aber es war nach eigenen Angaben auch beabsichtigt, „die deutsche Vorgeschichte und die Rassenkunde in das Wollen und die Ziele unseres neuen Staates einzugliedern“.
Ab 1934 unternahm Bohm weitere Grabungen. 1934 legte sie in Lenzersilge (heute zu Karstädt (Prignitz)) mit Helfern eine bronzezeitliche Siedlung frei, 1936 folgte als Notgrabung die bronzezeitliche Siedlung Perleberg.

## Tätigkeit beim „Amt Rosenberg“
Bohm trat zum 1. April 1933 der NSDAP bei (Mitgliedsnummer 1.732.872). Finanziert wurden die Grabungen durch das Museum Perleberg, zum Teil aber auch durch die Abteilung Vor- und Frühgeschichte der Reichsgemeinschaft der Deutschen Volksforschung. Die Abteilung führte Hans Reinerth, Leiter des Amts für Vorgeschichte im „Amt Rosenberg“, der Bohm in den folgenden Jahren verschiedenste Tätigkeiten zuwies. 1934 wurde sie zur Landesleiterin für die Provinz Brandenburg in Reinerths Reichsbund für deutsche Vorgeschichte ernannt. 1936 beteiligte sie sich an Fachvorträgen innerhalb der „nationalsozialistischen Erziehung“. Ab 1938 war Bohm unter anderem im Amt für Schrifttumspflege der NSDAP bzw. in der Reichsstelle zur Förderung des deutschen Schrifttums, die zum „Amt Rosenberg“ gehörten, als Vorlektorin für das Fach Vor- und Frühgeschichte tätig, prüfte auf Weltanschauung und Wissenschaftlichkeit. Sie organisierte seit 1939 die Gründung der Gauarbeitsgemeinschaft für die Vorgeschichte Brandenburgs und kümmerte sich hier neben bodendenkmalpflegerischen Belangen auch um die „wesentlichen Grundlagen für die weltanschauliche Schulung“. Sie wirkte an der Erstellung von Schulbüchern und Lehrmaterialien mit und überarbeitete das Handlexikon der deutschen Vorgeschichte.
In dem Machtkampf zwischen dem „Amt Rosenberg“ mit Hans Reinerth auf der einen und den Gegnern Reinerths, die zunehmend Unterstützung bei der SS und ihrer Einrichtung „Forschungsgemeinschaft Deutsches Ahnenerbe“ fanden, auf der anderen Seite, stellte Bohm sich auf die Seite Reinerths und informierte Ende 1936 Rosenberg über die Bestrebungen recht unterschiedlicher Gegner Reinerths, eine „Einheitsfront“ gegen Reinerth zu bilden, die auch Zustimmung bei Werner Buttler vom Reichserziehungsministerium fand. Rosenberg versuchte daraufhin vergeblich, Buttler zu stürzen.

## Nach 1945
Nach 1945 gelang es ihr, im Gegensatz zu vielen anderen durch ihre Tätigkeit im Nationalsozialismus belasteten Prähistorikern, nicht mehr in ihrem Fach Fuß zu fassen. Als möglicher Grund dafür wird heute gesehen, dass ihr nach 1945 das Netzwerk fehlte, weil sie bis zuletzt zu Hans Reinerth hielt, als der Großteil seiner Gefolgschaft sich schon von ihm abgewandt hatte. Immerhin stand sie, die in West-Berlin lebte, in den 1950er und 1960er Jahren noch mit einigen Prignitzer Museumsleitern wie Hilde Arndt (Perleberg) und Arthur Grüneberg (Lenzen) in Verbindung.
Bohm blieb zeitlebens ohne eigene Familie. 1969 starb sie, von der Fachwelt unbeachtet.

## Würdigung und Kritik
Nach Achim Leube ist Waldtraud Bohm durch zahlreiche größere Grabungen und ihre Dissertation zur älteren Bronzezeit auch der heutigen Generation von Prähistorikern ein Begriff. Er sieht sie als „eine der fleißigsten Wissenschaftlerinnen der damaligen brandenburgischen Forschung“. Ihre Aufarbeitung der Vorgeschichte der Westprignitz gilt bis heute als Standardwerk.
Während ihre fachliche Arbeit bis heute geschätzt wird, haftet Bohm andererseits „der Makel einer ideologischen Popularisierung“ an. In der Zeit des Nationalsozialismus setzte sie diese Popularisierung „nicht nur ein, um die Menschen für die Vorgeschichte zu gewinnen, sondern auch um eine große Öffentlichkeit im Sinne damaliger Ideologie politisch zu manipulieren und zu beeinflussen“.

## Werke (Auswahl)
- Die ältere Bronzezeit in der Mark Brandenburg (1935, Teildruck 1933), zugleich Berlin, Phil. Diss. 1929 (Vorgeschichtliche Forschungen, 9).
- Die Vorgeschichte des Kreises Westprignitz. Hrsg. vom Kreisausschuß d. Kreises Westprignitz. Leipzig: Kabitzsch 1937